# Maja Catrin Fritsche
Maja Catrin Fritsche (née le 10 avril 1960 à Leipzig) est une chanteuse allemande.

## Biographie
Cette fille d'un musicien entre à douze ans dans la chorale de l'Orchestre symphonique de la Rundfunk der DDR. Elle prend des cours de chants, chante dans le groupe Robby's et étudie le chant de 1978 à 1982 à la Hochschule für Musik Franz Liszt Weimar.
De 1980 à 1984, elle participe avec succès à des festivals internationaux. Elle apparaît à la télévision en 1981 dans l'émission Rund pour chanter Upside Down.
À 22 ans, elle fait la première partie de la tournée de Frank Schöbel, la plus grande star du schlager en RDA. Elle se fait connaître avec le titre Doch da sprach das Mädchen. En 1984, son premier album, Freundliches Wort, sort chez Amiga. Elle est régulièrement invitée dans les émissions Ein Kessel Buntes, Sprungbrett, Da liegt Musike drin ou Bong.
Après la réunification, la carrière de Maja Catrin Fritsche connaît d'abord un arrêt. En 1993, elle reprend contact avec des producteurs et des tourneurs. En 1995, elle sort un nouvel album, Gib mir ein Zeichen, et fait son retour à la télévision.
En 2006, elle fait plusieurs dates de la tournée de Semino Rossi.

## Discographie
- 1982: Doch da sprach das Mädchen (Amiga)
- 1983: Freundliches Wort (Amiga)
- 1984: Maja (Amiga)
- 1986: Ich bin stark nur mit Dir (Amiga)
- 1994: Mein Leben fängt heut’ wieder an (Alles Records)
- 1995: Gib mir ein Zeichen (Alles Records)
- 1995: Ciao, Ciao, Ciao (Alles Records)
- 1995: Star der Manege (Alles Records)
- 1996: Macho (Alles Records)
- 1997: Gefühle
- 2001: Die Liebe kam auf Ibiza
- 2004: Spricht er manchmal noch von mir